# Uzunkum, Germencik
Uzunkum là một xã thuộc huyện Germencik, tỉnh Aydın, Thổ Nhĩ Kỳ. Dân số thời điểm năm 2010 là 160 người.